# 티토 푸엔테

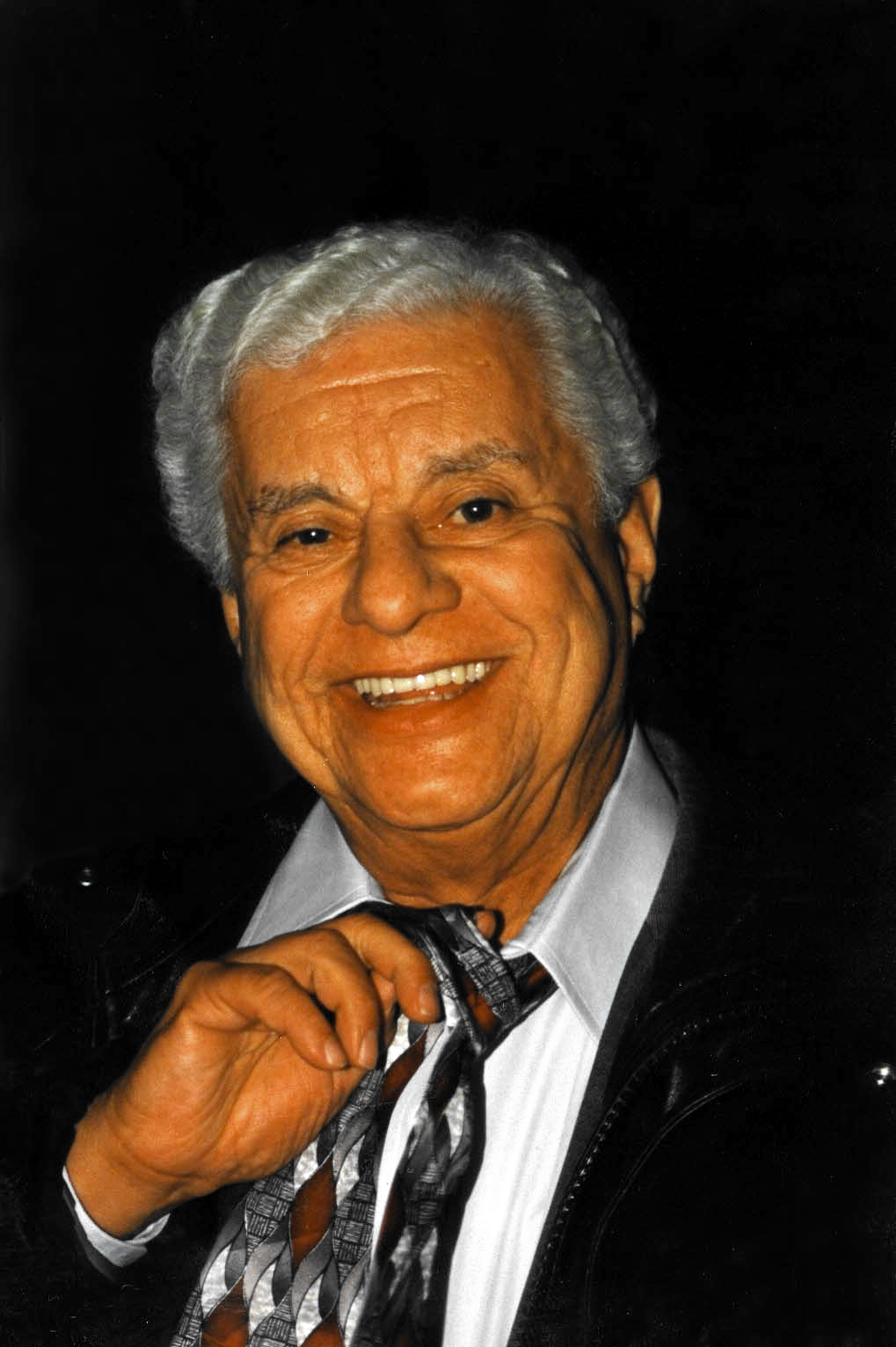
티토 푸엔테

티토 푸엔테(Tito Puente, 1925년 ~ 2000년)는 미국의 음악가이다. 뉴욕에서 태어났으며, 그의 부모는 푸에르토리코 사람이다. 프피캄보 악단의 타악기 주자를 시초로 노로 모랄레스, 마치토 등의 일류 밴드에서 활약하였다. 1940년에 한때 독립하였으나, 오래 가지 않았고 1949년에 본격적으로 자체 밴드를 만들었다. 그는 팀벌의 주자로도 뛰어나며, 팀벌의 왕이라고 자칭하기도 하여 화려한 연주로 성공하였다. 그 밖에도 비브라폰이나 알토 색소폰도 연주하였다. 그의 악단은 마치토와 비견할 만큼 박력이 있어 미국에서 활약한 라틴 밴드로는 일류라고도 할 수 있다.